# Alejandro Carrillo Marcor
Alejandro Carrillo Marcor är en ort i Mexiko.   Den ligger i kommunen Hermosillo och delstaten Sonora, i den nordvästra delen av landet, 1 600 km nordväst om huvudstaden Mexico City. Alejandro Carrillo Marcor ligger 97 meter över havet och antalet invånare är 711.
Terrängen runt Alejandro Carrillo Marcor är platt, och sluttar västerut. Runt Alejandro Carrillo Marcor är det ganska glesbefolkat, med 45 invånare per kvadratkilometer. Närmaste större samhälle är Miguel Alemán, 16,1 km sydväst om Alejandro Carrillo Marcor. Omgivningarna runt Alejandro Carrillo Marcor är i huvudsak ett öppet busklandskap.